# Elaphria phaeopera
Elaphria phaeopera là một loài bướm đêm trong họ Noctuidae.